# Těžba v Česku
Těžba v Česku má historickou tradici, Česko má významné bohatství v oblasti nerudních surovin a fosilních paliv, byť toto bohatství není pro ekonomiku Česka zásadní. Co se týče ostatních nerostných surovin, je Česko bohatá země na chudá ložiska, zejména v důsledku neprozíravé těžby ve středověku.

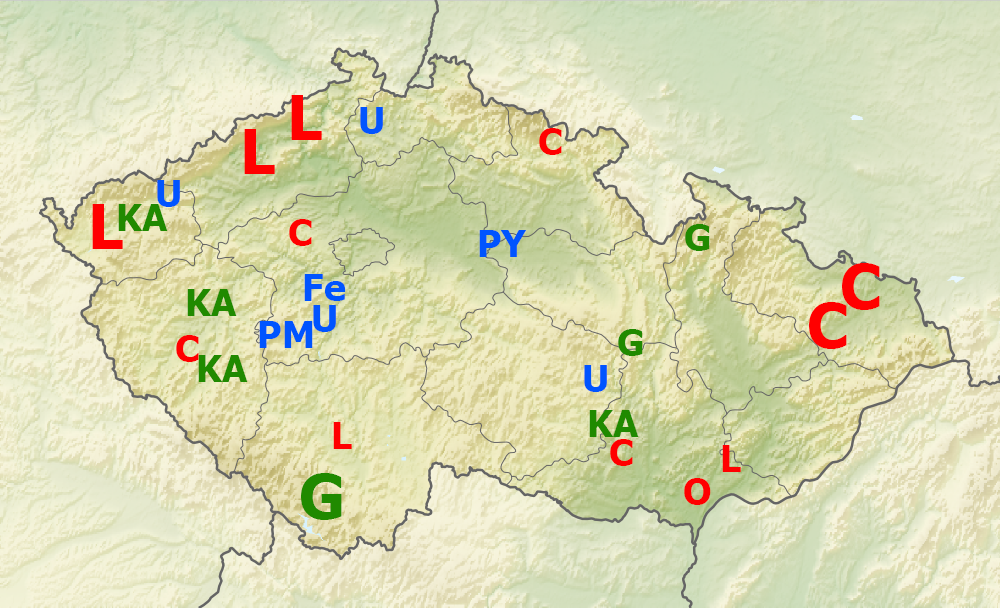
Přírodní zdroje České republiky. Fe — Železná ruda, PY — Pyrit, PM — Měď, Zinek, Olovo, U — Uran. C — Uhlí, L — Hnědé uhlí, O — Ropa. G — Grafit, KA — Kaolin.

## Nerostné suroviny

### Rudní suroviny
V ČR se nacházejí převážně jen nebilanční ložiska – netěží se.

#### Lithium
Dle průzkumů z konce roku 2016 byla objevena velká ložiska lithia v Krušných horách v okolí Cínovce. Odhady činí 1,2 až 1,4 milionu tun této vzácné rudy a řadí tak Česko k zemím s největší zásobou lithia na světě, která představuje 6% dosud známých světových zásob. V současné době (2017) se o těžbě jedná a připravuje se prvotní fáze povrchové těžby. Další možná naleziště se zkoumají na Sokolovsku.

### Nerudní suroviny

#### Kaolin
V Česku se velmi kvalitní kaolin nachází a těží v okolí Kadaně a Podbořan, Karlových Varů, Plzně, Znojma (Únanov).
- Karlovarský kaolin určuje mezinárodní normu pro kvalitu této horniny v průmyslovém využití (výroba porcelánu).

#### Jíl
Výskyt jílu je vázán na sedimentární horniny, v Česku se těží jako doprovodná surovina při povrchovém dolování uhlí nebo kaolinu.

### Energetické suroviny

#### Uran

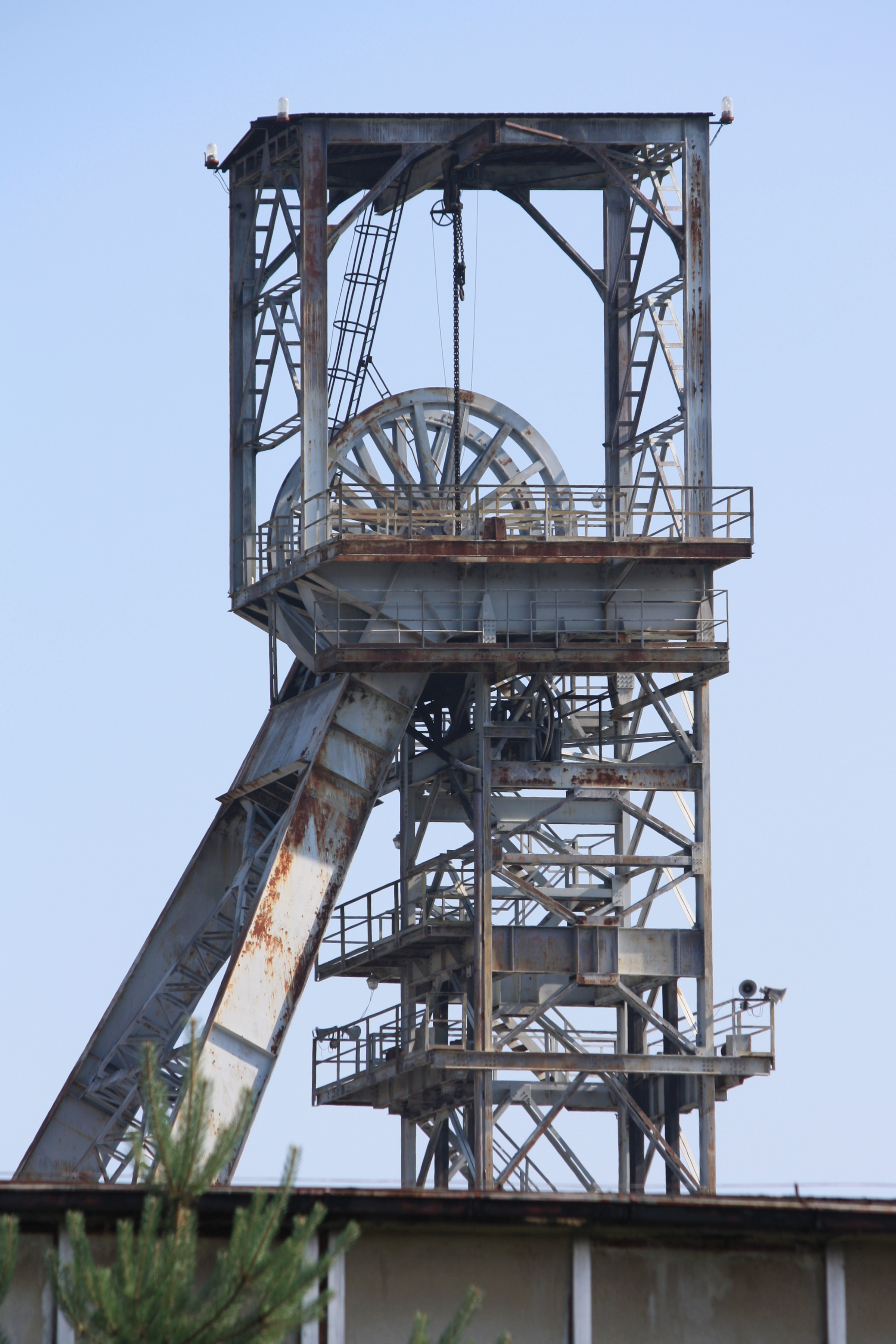
Důl Hamr

V Česku se dosud uranová ruda těžila poblíž Dolní Rožínky u Žďáru nad Sázavou, jde o jedinou probíhající těžbu v Evropské unii. Na konci roku 2017 se těžba ukončila z důvodu nerentability.

#### Fosilní paliva

##### Hnědé uhlí
V Česku je stále velmi rozšířená povrchová těžba hnědého uhlí a to především v sokolovské a mostecké pánvi. Uhlí vytěžené v těchto lomech zásobuje uhelné elektrárny, které jsou zdrojem přibližně 40 % elektrické energie vyrobené v Česku. 
Společnosti těžící v těchto oblastech:
- Sokolovská uhelná, právní nástupce a.s.

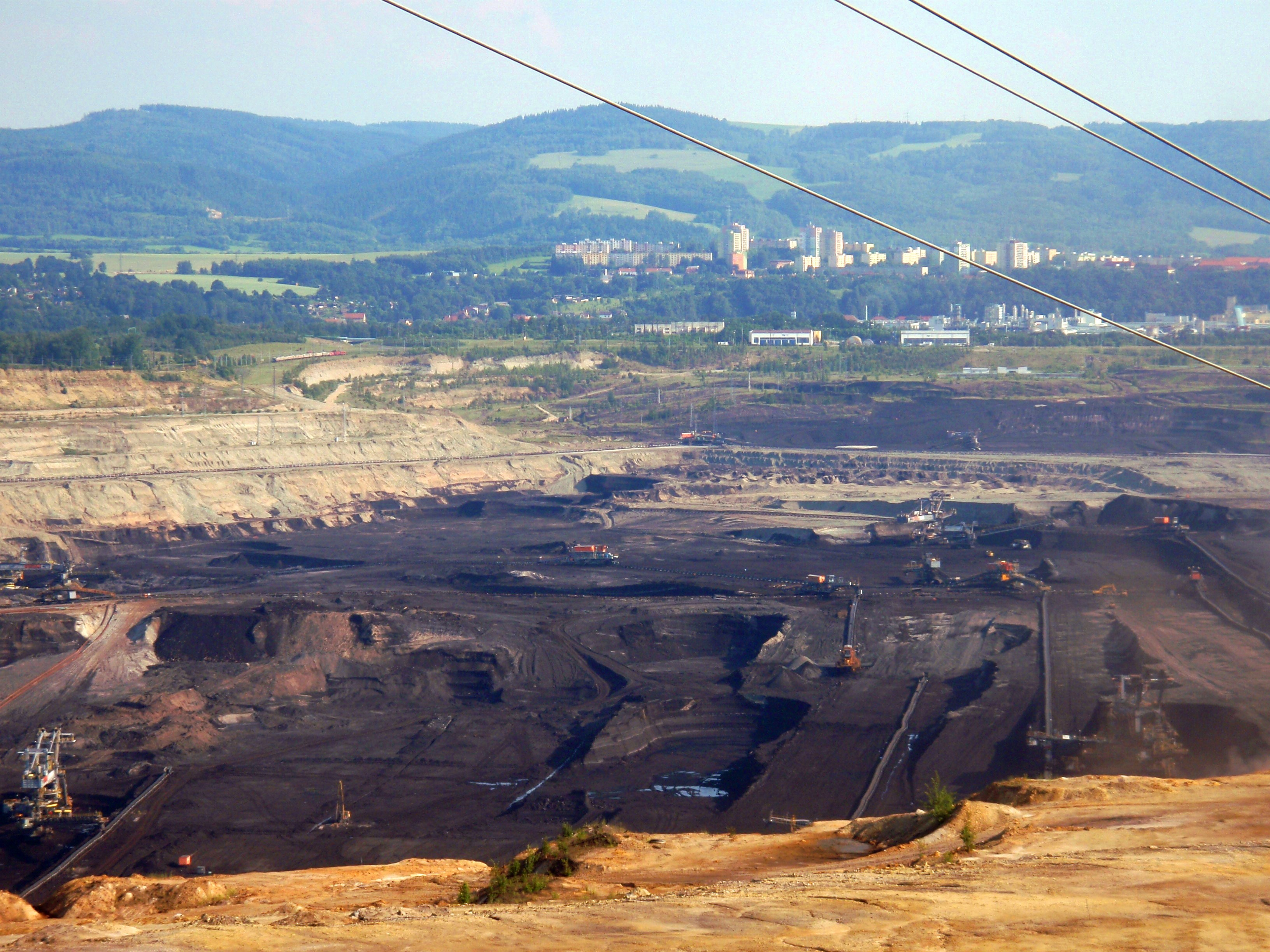
Pohled do lomu Jiří u Sokolova

- Severní energetická a.s.
- Vršanská uhelná a.s.
- Severočeské doly a.s.

##### Černé uhlí
Černé uhlí se dobývá pouze dolováním z hlubin. Výskyt tohoto druhu uhlí je na Kladensku (těžba ukončena), Plzeňsku (již vytěženo), v Rosicko-Oslavanském revíru (vytěženo 61 milionů tun, zůstalo cca 27 mil t) a na Ostravsko-Karvinsku, kde báňská činnost neustále pokračuje. 

##### Ropa
Ropa se v Česku vyskytuje spíš okrajově a její získávání nepřináší žádné velké finanční zisky.[zdroj⁠?!] Výskyt poblíž Hodonína v Jihomoravském kraji.

##### Rašelina
V historii probíhala v horských oblastech těžba rašeliny. Současně se těží především Čechách – v Abertamech v okrese Karlovy Vary, na území obce Lenora u Soumarského mostu a dále v přírodní rezervaci Borkovická blata u Borkovic. Nicméně nepokrývá zdejší poptávku, takže se i přesto do země dováží.